# Krupp 7,5 cm M. 1903
Il Krupp 7,5 cm M. 1903 era un cannone da campagna usato da diversi eserciti sia nella prima che nella seconda guerra mondiale. Era un modello da esportazione, sviluppato dalla Krupp e fornito ai diversi clienti in tempi brevi con modifiche minori richieste dagli stessi.

## Storia
All'inizio del XX secolo, la Germania si trovò a dover fronteggiare urgentemente la comparsa del rivoluzionario cannone francese da 75 mm Mle. 1897, lanciando un programma di modernizzazione del suo 7,7 cm FK 96 ad affusto rigido, diventato improvvisamente e prematuramente obsoleto. Con l'aiuto della Rheinmetall, il pezzo ad affusto rigido venne trasformato nel 7,7 cm FK 96 nA con affusto a deformazione, i cui primi esemplari giunsero ai reparti nel 1905. Sorprendentemente, la Krupp non attese tanto per integrare la nuova tecnologia nel suo catalogo per l'export: già nel 1902-1903 offriva agli acquirenti esteri un pezzo campale da 75 mm a tiro rapido, quando lo stesso esercito imperiale tedesco ancora non disponeva di nulla di equivalente.
Il progetto generale del Krupp 7,5 cm era basato su una bocca da fuoco lunga 30 calibri, con otturatore a cuneo, freno di sparo idraulico e recuperatore a molla, su affusto scudato. Questa base poteva essere adattata alle specifiche dei paesi stranieri tramite modifiche minori.
La Romania acquistò 636 di questi cannoni, con un sistema di puntamento prodotto localmente, più sofisticato di quello offerto dai tedeschi, conosciuto come ottica Ghenea-Korodi. Per numero di pezzi, questo cannone fu il lotto più numeroso di cannoni mai importato in Romania. Fu la principale artiglieria campale romena della Grande Guerra, assegnata a tutti i reggimenti di artiglieria delle divisioni di fanteria. Il numero di pezzi in servizio fu ridotto a 312 nel 1926, molti dei quali ancora in servizio nel 1942, anche se obsoleti.
Nel 1904, l'Impero ottomano ordinò alla Krupp una variante del M. 1903, da realizzare in parte nell'arsenale imperiale di Istanbul. L'ordine iniziale venne completato nel 1905 con un lotto addizionale di 462 cannoni dello stesso modello, riconoscibili per l'otturatore a cuneo azionato da vite, denominato 7,5/30 sm. Krup seri ateşli sahra top M03. Nel 1909, venne piazzato un ulteriore ordine di 90 cannoni con un convenzionale otturatore a cuneo ad azionamento rapido, definito 7,5/30 sm. Krup seri ateşli sahra top M09.
Durante la prima guerra balcanica 126 cannoni campali ottomani (e 6 cannoni da montagna 7,5 cm Gebirgskanone M. 1904) furono catturati dall'esercito del Regno di Serbia, che poi li utilizzò nella prima guerra mondiale.
Sempre nella guerra balcanica, anche la Bulgaria catturò dei pezzi Krupp ottomani, reimpiegandoli nella prima guerra mondiale.
Il Brasile, che già utilizzava i pezzi Krupp 7,5 cm M. 1898, nel 1913 ordinò 108 pezzi M. 1903. Questi allo scoppio della prima guerra mondiale erano ancora nei magazzini della Krupp e vennero requisiti dalle forze armate imperiali tedesche: 50 pezzi furono assegnati dall'esercito imperiale alla Divisione "von Menges" operativa sul fronte orientale, 40 furono venduti ai turchi ed i rimanenti 18 furono assegnati al Reichsmarineamt. Nel 1916, mano a mano che si resero disponibili i cannoni campali standard 7,7 cm FK 16, i cosiddetti brazilian Gesch. ("cannoni brasiliani") furono trasferiti alla Bulgaria.
Il M. 1903 venne acquistato anche dalla Danimarca, dove era designato 03 L/30 e venne impiegato senza modifiche significative nella seconda guerra mondiale.
I Paesi Bassi acquistarono 204 cannoni dell'appena precedente M. 02/03 ed acquisirono inoltre la licenza di produzione. I 120 pezzi prodotti in Olanda erano conosciuti come 7-veld. Durante gli anni venti, gli olandesi ricostruirono i loro cannoni per aumentarne l'angolo di elevazione. Sedici pezzi vennero infine modificati per il traino meccanico, presumibilmente con ruote d'acciaio e pneumatici, per il servizio con la divisione leggera.
Il pezzo costituì la base per lo sviluppo del Type 38 giapponese e del 75/27 Mod. 1906 italiano.
I pezzi catturati a danesi, olandesi ed italiani dalla Wehrmacht durante la seconda guerra mondiale vennero reimmessi in servizio con la denominazione rispettivamente 7,5 cm Feldkanone 240(d), 7,5 cm Feldkanone 243(h) e 7,5 cm FK 237(i).

## Utilizzatori

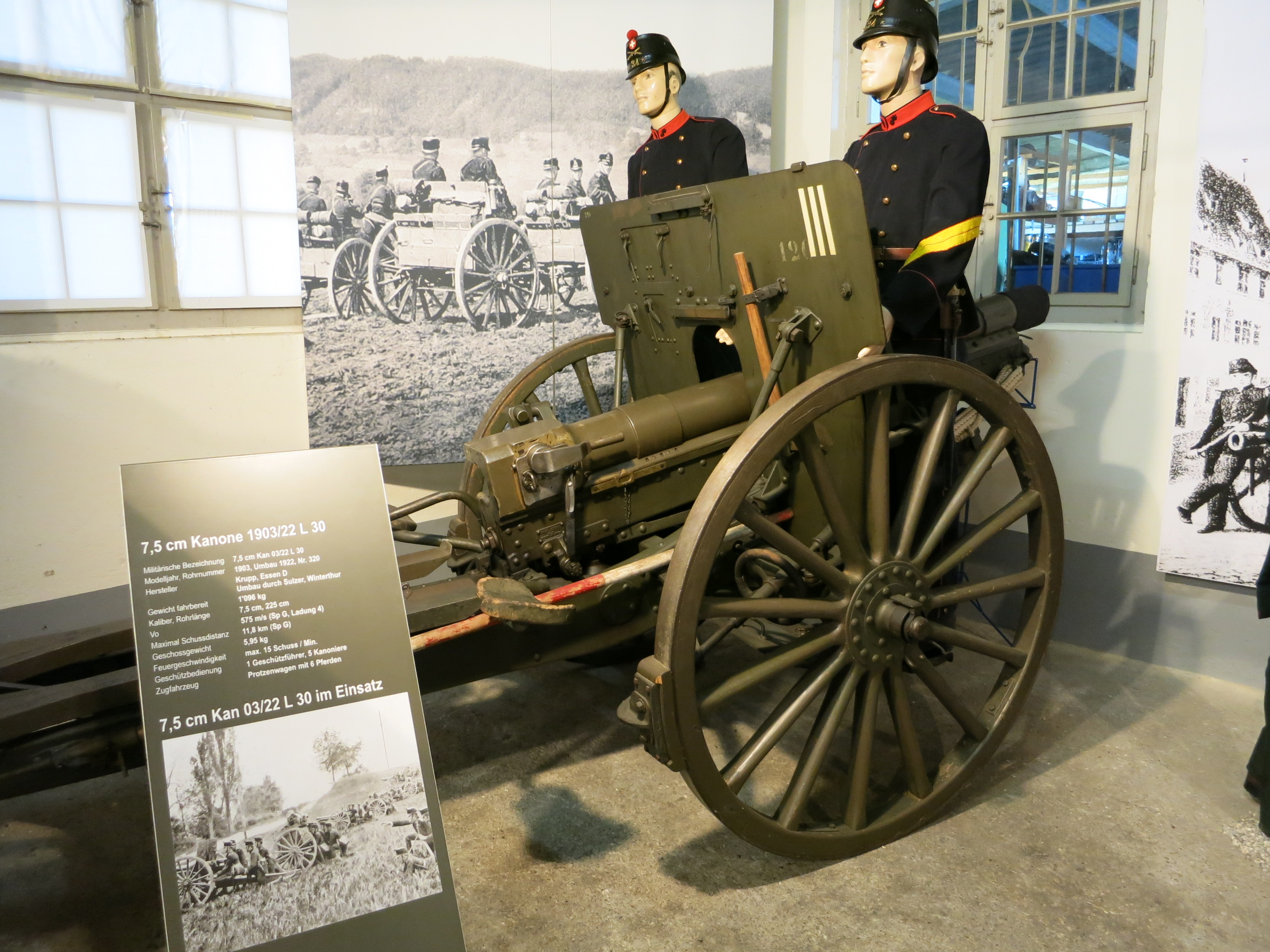
Un 7,5 cm Kanone 1903/22 L 30

- Argentina: M. 1909.
- Belgio: Canon de 75 mle 1905 TR.
- Brasile: M. 1904 L/28.
- Bulgaria: brazilian Gesch.
- Danimarca: 7,5 cm M. 1902 L/30.
- Dinastia Qing: Krupp 7,5 cm L/29.
- Germania: 7,5 cm Feldkanone 234(b) (preda bellica belga), 7,5 cm Feldkanone 240(d) (preda bellica danese), 7,5 cm Feldkanone 243(h) (preda bellica olandese), 7,5 cm FK 237(i) (preda bellica italiana).
- Impero ottomano: 7,5/30 sm. Krup seri ateşli sahra top M03, 7,5/30 sm. Krup seri ateşli sahra top M09[1][4]
- Italia: 75/27 Mod. 1906, 75/27 Mod. 1912.
- Giappone: Type 38.
- Paesi Bassi: 7-veld.
- San Marino: due esemplari donati dalla Svizzera nel 1989 ed utilizzati dalla Guardia di Rocca Compagnia di Artiglieria per uso cerimoniale fino al 2014, quando sono stati sostituiti da due OTO Melara 105 mm M56, donati dalla Repubblica Italiana[5].
- Romania: Tunul de camp Krupp, cal. 75 mm, md. 1904[6].
- Svezia: 7,5 cm Kanon m/02[7].
- Svizzera: 7,5 cm Kanone 1903 L 30, 7,5 cm Kanone 1903/22 L 30, 7,5 cm Kanone 1918 L 30, 7,5 cm Kanone 1903/40 L 30.
- Uruguay: M. 1909.